# 波士頓環球報
《波士頓環球報》（英語：The Boston Globe），简称《環球報》，是一份美国日報，總部位於麻薩諸塞州波士顿，由查爾斯‧泰勒於1872年創立。1993年，《波士頓環球報》以11億美元的價格被售予《纽约时报》，是為美國歷史上最昂貴的印刷业交易之一。2011年，《波士頓環球報》開放了線上訂閱。2013年，波士頓紅襪及利物浦足球會的持有者約翰·亨利以7000萬美元的價格，從《紐約時報》手中收購了《波士頓環球報》，顯示出《波士頓環球報》的價值在過去的20年间縮水了93.64%。截至2016年8月，《波士頓環球報》共獲得了自1966年以來的26項普利策奖，總有償發行量約為13萬6000份，成為波士頓地区歷史最悠久、規模最大的日報。
從歷史上看，《波士頓環球報》被公認為「美國最具聲望的報章之一」。早在1967年，《波士頓環球報》便是美國反對越南战争的第一份主要報章。《波士頓環球報》对2001–2003年天主教波士顿总教区性虐待丑闻的報導，更是引起了國際媒體的關注，2015年上映的美國電影便取材於此。
《波士頓環球報》的主要競爭對手為《波士頓先驅報》，不過其報章尺寸是《波士頓先驅報》的兩倍多。截至2013年，《波士頓環球報》的印刷及傳播影響着它在整個美国报业內的競爭對手。
现任《波士頓環球報》總編輯是布萊恩·麥戈里，於2012年12月上任。

## 歷史

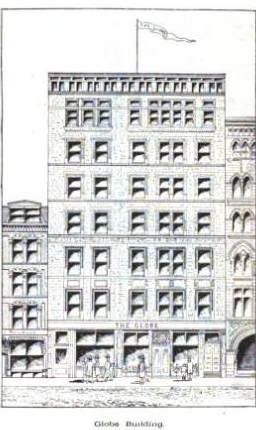
位於華盛頓街的《波士頓環球報》舊總部。

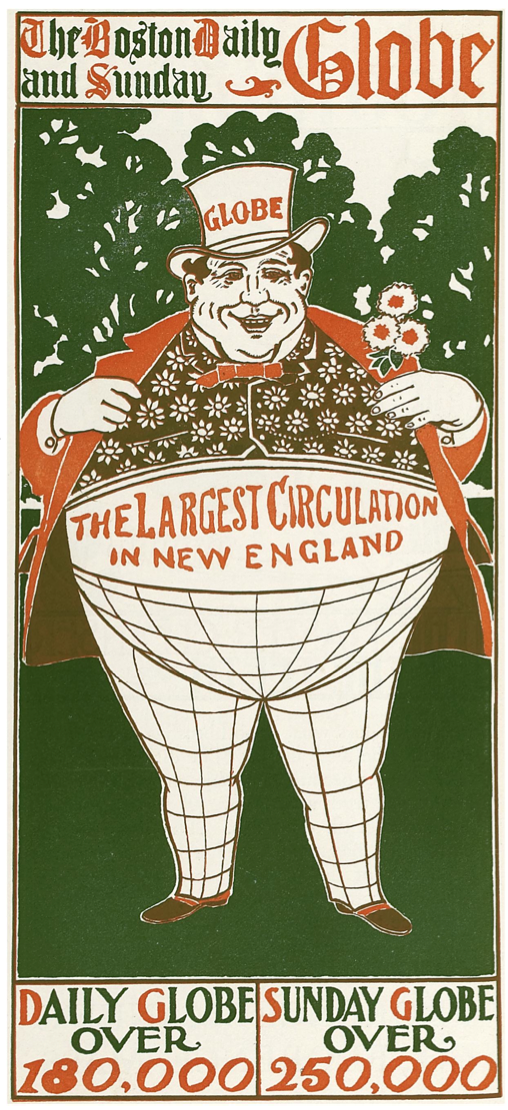
《波士頓環球報》於1896年的廣告，擁有著新英倫報紙中最大的發行量。

《波士頓環球報》由包括查爾斯‧泰勒（Charles H.Taylor）和艾本‧喬登（Eben Jordan）在內的６位波士頓商人於1872年創立，他們合共投資了15萬美元（相当于2024年的$3,937,083美元）。該報的第一期於1872年3月4日發行，售價為４仙（相当于2024年的$1.05美元）。它最初僅為每日早報，在1892年收購了其競爭對手《波士頓環球周刊（Boston Weekly Globe）》，其後在1877年開始推出周日版本。1878年，《波士頓環球報》新增了傍晚發行的《波士頓環球晚報（The Boston Evening Globe）》，然而該出版物於1979年停止發行。在1890年代，《波士頓環球報》成為了由愛爾蘭裔美國天主教徒主導編輯人員的一個據點。
1912年，《環球報》是四份報章的合作社之一，其餘包括了《芝加哥每日新聞》、《紐約環球報》及《費城公告》，它們組成了聯合報業組織。
1965年，湯馬斯·溫希普繼承其父親賴瑞·溫希普（Larry Winship）的位置，成為了一名編輯。年輕的溫希普把《環球報》從一個平庸的地方報轉變為具有民族特色的地區性報紙。他一直於《波士頓環球報》擔任編輯的工作直至1984年，該報在這段期間獲得了12個普立茲獎，同時創造了其歷史上首次獲得該獎項的殊榮。
《波士頓環球報》最初是一家私人公司，直至1973年以「附屬出版物（Affiliated Publications）」的名義上市。該公司繼續由查爾斯·泰勒的後代管理。1993年，紐約時報公司以$11億美元的價錢收購了附屬出版物，使《環球報》成為了《紐約時報公司》的全資擁有子公司。泰勒和喬登的家族獲得可觀的紐約時報公司股票，但是泰勒家族最後的成員此後就離開了該公司管理層。
《波士頓環球報》的網上版—Boston.com於1995年在萬維網上發布。一直躋身於美國十大報章網站，它獲得了無數國家獎項，其短片作品於2009年獲得了兩個地方性艾美獎。
在編輯馬田·巴倫及後來的布萊恩·麥克格里的領導下，《環球報》從國際新聞的報導轉向報導波士頓地區的新聞。《環球報》的記者米高·雷曾德斯、馬特·卡洛爾（Matt Carroll）、薩莎·菲佛、沃爾特·羅賓遜及編輯小本·布拉德利是揭露2001-2003年羅馬天主教會性虐待醜聞的一個重要組成部分，特別是跟馬薩諸塞州的教堂有關的地方。他們的工作獲得普立茲獎，其中一篇報導因其調查性新聞而獲得好評，而他們的工作被改編為2015年奧斯卡最佳電影《焦點追擊》，命名自該報的深入調查部門。
眾所周知，《波士頓環球報》容許彼得·加蒙斯在棒球上開始他的「筆記」部分，這已成為全國所有主要報章的中流砥柱。2004年，加蒙斯因其傑出的棒球作品而獲選為「[J. G.泰勒·史賓克獎」的第56位獲獎者，該獎項由全美棒球記者協會頒發，並於2005年7月31日在美國國家棒球名人堂暨博物館舉行頒獎禮。
2007年，查理·薩維奇曾報導喬治·布殊利用簽署的聲明發表了國家新聞，因此獲得普立茲國家報導獎。
《波士頓環球報》一直被評為美國新聞界的前端。《時代雜誌》將其列為1974年和1984年美國十大最佳日報之一，而《環球報》於1999年的「哥倫比亞新聞評論」中，在一項對選擇全國頂尖編輯的全國性調查裡，《波士頓環球報》並列第六位。

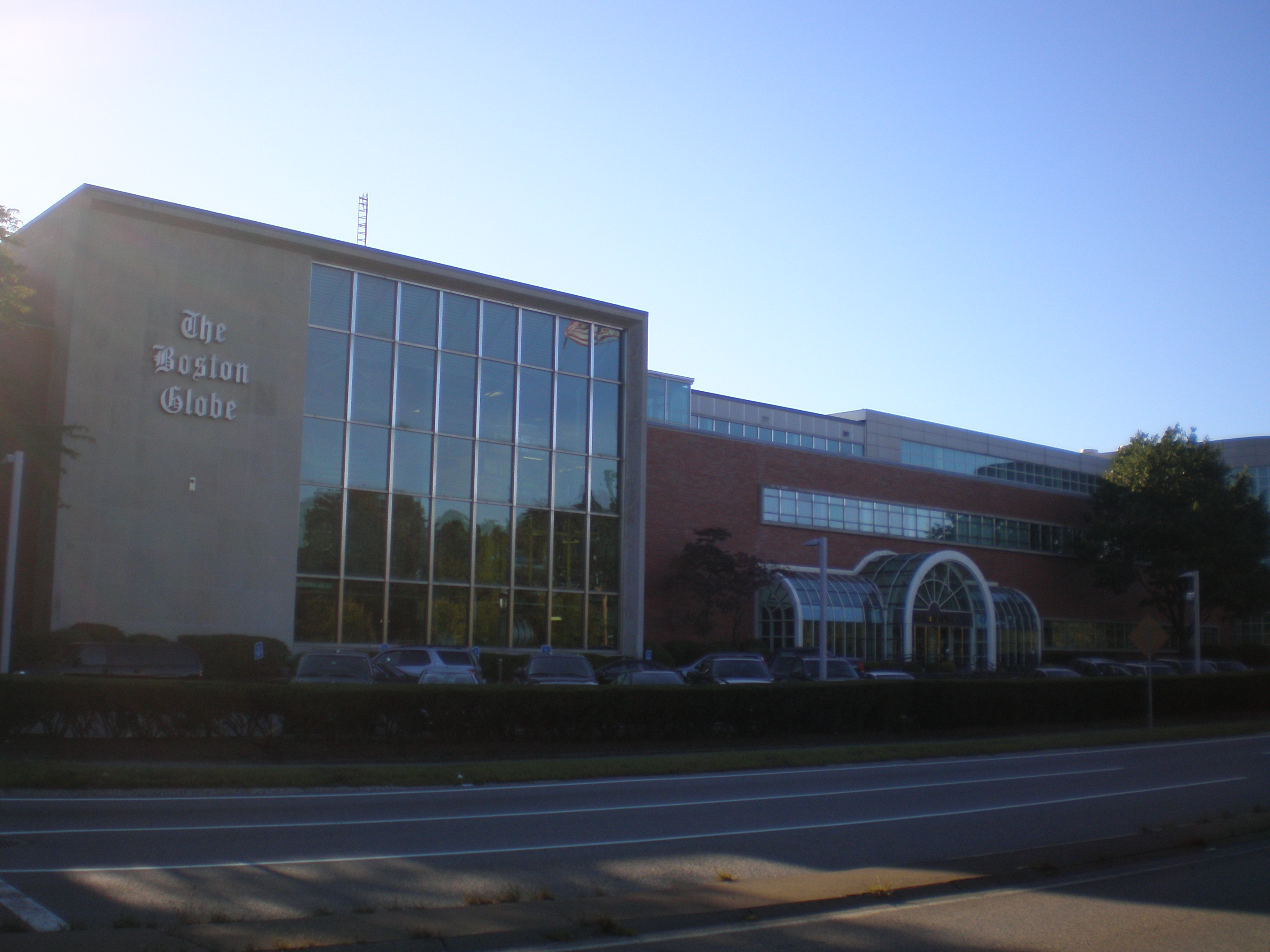
2009年9月，《波士頓環球報》位於波士頓多切斯特莫里西林蔭大道的總部。2017年，該報把其印刷業務移至馬薩諸塞州湯頓，而其總部位於波士頓市中心財務區的交易地。

《波士頓環球報》擁有28個博客，內容涵蓋各種主題，包括波士頓體育、本地政治，以及一個摘自該報章的意見作者帖子組成的一個博客。
2009年4月2日，紐約時報公司威脅指，若工會不同意節省$2,000萬美元成本的話，該報便要關門。節省的一些費用包括把工會僱員的工資降低了5％、終止養老金繳納，終止某些僱員的任期。《波士頓環球報》淘汰了相當於五十個全職工作的職位；收購和裁員中，它在社論部分掃除了大部分兼職員工。然而，早於2009年5月5日凌晨，紐約時報公司宣布經已跟代表著《環球報》大部分編輯人員的波士頓報業工會（Boston Newspaper Guild）達成了臨時協議，從而使其得到要求的讓步。紐約時報公司威脅要向政府發出60天的通知，表示打算把該報結束的情況下，該報的其他三個主要工會在2009年5月3日同意讓步。儘管裁員有助於在當年10月對其財務業績有「顯著改善」，但《環球報》的母公司表示正在考慮該論文的戰略替代方案，但沒有計劃把它賣掉。2011年9月，《波士頓環球報》於bostonglobe.com上推出其專門、基於訂閱的網站。
2013年2月，紐約時報公司宣布將出售新英格蘭媒體集團，當中包括《環球報》在內；有六家公司參與競技，其中包括約翰·戈麥利（John Gormally），他後來是斯普林菲爾德的WGGB-TV的擁有人；其他參與的組別包括前《環球報》的出版商成員、泰勒的家族及波士頓紅襪隊的主要擁有人約翰·亨利，他們透過新英格蘭體育網（NESN）競投該報章（芬威體育集團及波士頓棕熊共同擁有多數股份）。然而在NESN小組退出競投該報章後，亨利提出了自己的獨立競標，於2013年7月收購《環球報》。2013年10月24日，他以$7,000萬美元的價格獲得了《環球報》的擁有權。2014年1月30日，亨利任命自己為報章發行人，並任命著名的前波士頓廣告主管米奇·希恩（Mike Sheehan）擔任首席執行官。自2017年1月起，道格·富蘭克林（Doug Franklin）接替了米奇·希恩擔任首席執行官，後來富蘭克林因為跟擁有人亨利發生戰略衝突而於2017年7月就職六個月後辭職。
2016年7月，《波士頓環球報》位於多切斯特的815,000平方英尺的總部以不公開的售價賣給了一位未知的買家。《環球報》於2017年6月將其印刷業務轉移至位於馬薩諸塞州湯頓的邁爾斯·斯坦迪什工業園（Myles Standish Industrial Park）。同樣於2017年6月，《環球報》把總部遷至波士頓市中心財務區的交易地。

### 2018年死亡威脅
在2018年8月10日至22日期間，《波士頓環球報》辦公室接到大約14個威脅性電話。致電者稱，《環球報》是「人民的敵人」，並威脅要殺掉報刊的員工。2018年8月16日，《環球報》及來自美國各地的400多家新聞媒體聯合發表社論支持新聞自由。2018年8月30日，加利福尼亞州居民羅伯特·柴（Robert Chain）被聯邦調查局特警隊逮捕，並且被控在州際貿易中進行威脅性溝通的一項罪名。2019年5月，柴在美國聯邦法院對七項在州際貿易中構成威脅通訊的罪名表示認罪。

## 社論頁面
自1981年以來，《波士頓環球報》的社論與報導新聞的頁面分開了，這是新聞行業中經常使用的習慣。社論代表了《波士頓環球報》作為社區機構的官方觀點。出版商保留著否決社論的權利，並通常由獲得政治認可的高級職位決定。《環球報》的長期記者兼該報章的前最高發言人的愛倫·克萊格（Ellen Clegg），在2015年被任命為社論頁面的編輯。
在描述2001年《波士頓環球報》的政治立場，前社論頁面的編輯雲妮·洛芙（Renée Loth）告訴《波士頓大學校友雜誌（Boston University alumni magazine）》：
《波士頓環球報》在2016年美國總統大選前夕，認可了民主黨候選人希拉莉·克林頓。2018年8月，社論委員會針對全國報紙發起了一項協調運動，以回應總統特朗普對媒體的「人民敵人」攻擊，以及透過在8月16日星期四發布本地製作的社論回應來針對媒體「假新聞」的咆哮。幾天之內，據估計有100多家報章承諾參與該運動，幾天后躍升至大約200家。8月13日，廣播電視數碼新聞協會及其第一修正案工作組之聲（Voice of the First Amendment Task Force）鼓勵其1,200個成員組織加入競選，而其他媒體組織也幫忙傳播了號召性用語。儘管有些右傾媒體將《環球報》的運動描述為對總統的攻擊，而不是他對第四產業的口頭攻擊，一些報紙搶先取得在15日星期三發布內容，包括基於弗吉尼亞州的連接報章組（Connection Newspapers group），結合了《東灣時報（East Bay Times）》及《水星新聞（Mercury News）》，以及《巴爾的摩太陽報（Baltimore Sun）》。在該月16日星期四，有350家報紙參加了此次活動。
總統通過一條推文回應媒體的勾結。後來，《環球報》收到了數個電話威脅，其中至少有一個提到下午炸彈。儘管當局認為那威脅不是「超級嚴重」，但身穿制服的警察仍在建築物內及周圍提高了警力，大樓的管理部門也通知了其他租戶，而FBI也正在調查。

## 雜誌
《波士頓環球報》周日報紙幾乎每周都會出現於《波士頓環球雜誌》上。
2006年10月23日，《波士頓環球報》宣布出版《新英格蘭設計：錦繡家居與花園》雜誌。這本具光澤的超大雜誌每年出版六次。
截至2018年，該雜誌的編輯是維羅妮卡·曹（Veronica Chao）。

### 貢獻者
- 羅賓·亞伯拉罕斯（Robin Abrahams）：撰寫《品行小姐（Miss Conduct）》
- 維羅妮卡·曹（Veronica Chao）：編輯
- 尼爾·斯威利（英语：Neil Swidey）：在職撰稿人
- 蒂娜·薩頓（Tina Sutton）：撰寫《我們穿著的衣服（The Clothes We Wear）》
- 亞當·里德（Adam Ried）：撰寫與食物相關的文章和食譜
- 梅勒迪斯·戈德斯坦（Meredith Goldstein）：撰寫情書建議專欄
- 梅利莎·肖爾（Melissa Schorr）：編輯《與丘比特晚餐婚介》專欄

### 定期特色
- 編輯的話（Editor's Notes）：與該週雜誌的其中一項特色有關的筆記
- 讀者來信（Letters）
- 問答（Q/A）：跟當地人的迷你訪談
- 大交易（The Big Deal）：最近發生的交易的個人資料
- 來自城市的故事（Tales From the City）：來自波士頓和其他地方的令人心動的故事
- 我們穿的衣服（The Clothes We Wear）：款式專欄
- 品行小姐（Miss Conduct）：建議專欄，主要關注禮貌與禮儀
- 環球之謎（The Globe Puzzle）：填字遊戲
- 聯結（Coupling）：關於社會化學的論文，通常與某人的愛情生活有關
- 星期日創意部分（Sunday Ideas section）：提供有關動搖知識界的想法、人物、書籍和趨勢的報告和評論

### 年度波士頓人
自2004年以來，該雜誌都會於每年12月評選「年度波士頓人」。過去的獲獎者包括：
- 2004年：紅襪的總經理西奧·艾普斯坦
- 2005年：退休法官和大開挖舉報人愛德華·金斯堡（Edward Ginsburg）
- 2006年：州長德瓦爾·帕特里克
- 2007年：美國鄰里援助公司創始人兼首席執行官布魯斯·馬克（Bruce Marks）
- 2008年：NBA冠軍保羅·皮爾斯
- 2009年：伊利沙伯·禾倫教授
- 2010年：共和黨政客史葛·布朗
- 2011年：美國律師卡雯·奧提茲及ArtsEmerson執行董事羅拔·奧查德（Robert Orchard）[65]
- 2012年：奧運金牌得主亞歷山德拉·萊斯曼及凱拉·哈里森[66]
- 2013年：波士頓馬拉松爆炸案附近的三個人 — 丹·馬歇爾（Dan Marshall）、娜塔莉·斯塔瓦斯（Natalie Stavas）和拉里·希丁格（Larry Hittinger）[67]
- 2014年：新英格蘭市場籃球（英语：Market Basket (New England)）員工[68]
- 2017年：神經病理學醫生安·麥基（英语：Ann McKee）[69]

## 普立茲獎
- 1966年：功績卓越的公共服務部門，因其「防止確認弗朗西斯X莫里西為聯邦地區法官而進行的競選活動」[70]
- 1972年：《波士頓環球報》本地報導，焦點小組把馬薩諸塞州薩默維爾辦工室負責人的政治偏袒與利益衝突曝光[71]。
- 1974年：社論漫畫 — 保羅·塞普（英语：Paul Szep）[72]。
- 1975年：《波士頓環球報》因其「廣泛而平衡地報導波士頓學校的種族隔離危機」而獲得「具功績的公共服務」[73]。
- 1977年：社論漫畫 — 保羅·塞普[74]。
- 1980年：傑出評論 — 專欄作者愛倫·古德曼（英语：Ellen Goodman）[75]
- 1980年：威廉·亨利三世（英语：William A. Henry III）對電視作傑出的批評[76]。
- 1980年：特別本地報導，《波士頓環球報》焦點小組用於描述過境管理不善[75]。
- 1983年：《波士頓環球報》國家報導，其文章題為《核時代的戰爭與和平（War and Peace in the Nuclear Age）》[77]。
- 1984年：史坦·格羅斯菲爾德（英语：Stan Grossfeld）拍攝黎巴嫩內戰的影響[78]。
- 1984年：對於本地調查專用報告，《波士頓環球報》的肯尼思·庫珀（Kenneth Cooper）、鍾·費茲·傑拉德（Joan Fitz Gerald）、喬納森·考夫曼（Jonathan Kaufman）、諾文·洛克曼（Norman Lockman）、加里·麥米倫（Gary McMillan）、柯克·沙芬伯格（Kirk Scharfenberg）及 大衛·韋塞爾（David Wessel）對包括了自我批評的種族主義系列報導[78]。
- 1985年：史坦·格羅斯菲爾德的專題攝影，拍攝了一系列1983年－1985年埃塞俄比亞饑荒的照片，以及他在墨西哥邊境的非法入境外國人（英语：Illegal immigration to the United States）的照片。該普立茲獎得主還把同等部分授予《費城問詢者（英语：The Philadelphia Inquirer）》的拉里·普萊斯（英语：Larry C. Price），其系列文章講述了安哥拉與薩爾瓦多人民飽受戰爭撕裂的慘況[79]
- 1995年：卓越的節拍報告 — 大衛·M·史里曼（David M Shribman）對華盛頓的發展和國家風貌的分析報告。
- 1996年：卓越的評論 — 羅拔·坎貝爾（英语：Robert Campbell (journalist)）。
- 1997年：卓越的實況報道 — 艾琳·麥克納馬拉（英语：Eileen McNamara）。
- 2001年：卓越的評論 — 蓋爾·考德威爾（英语：Gail Caldwell）。
- 2003年：公共服務 — 《波士頓環球報》焦點小組對「披露了羅馬天主教堂牧師對他們的性虐待作出勇敢和全面的報導」[80]。
- 2005年：加雷斯·庫克（英语：Gareth Cook）提出「以清晰和人道的方式解釋幹細胞研究的複雜科學和道德層面」的解釋性報告[81]。
- 2007年：查理·薩維奇的國家報告。
- 2008年：卓越的評論 — 馬克·費尼（英语：Mark Feeney）。